# Csurgai
A Csurgai vagy Csurgay régi magyar családnév, amely a származási helyre utalhat: Csurgó (Somogy vármegye), Fehérvárcsurgó (Fejér vármegye).

## Híres Csurgai nevű személyek
Csurgai
- Csurgai Attila (1953) zenész, dobos
- Csurgai Ferenc (1956) szobrászművész

Csurgay
- Csurgay Árpád (1936) magyar villamosmérnök, nanotechnológus, egyetemi tanár
- Csurgay Ferenc (1772–1852) református lelkész
- Csurgay Judit (1956) televíziós szerkesztő-riporter, műsorvezető